# Ostrów (powiat przemyski)
Ostrów – wieś w Polsce położona w województwie podkarpackim, w powiecie przemyskim, w gminie Przemyśl.
| SIMC    | Nazwa   | Rodzaj    |
| ------- | ------- | --------- |
| 0608820 | Kolonia | część wsi |

Postacie związane z Ostrowem:
- Józef Michał Chomiński - muzykolog, pedagog, teoretyk muzyki. Jest twórcą teorii sonorystyki,
- Mieszkańcem Ostrowa był Jan Wieszczak, weteran wojenny od 1848, zmarły w 1913 w wieku 104 lat[6].

Miejscowość jest siedzibą rzymskokatolickiej parafii św. Marii Magdaleny należącej do dekanatu Przemyśl II.
W latach 1975–1998 miejscowość należała administracyjnie do województwa przemyskiego.

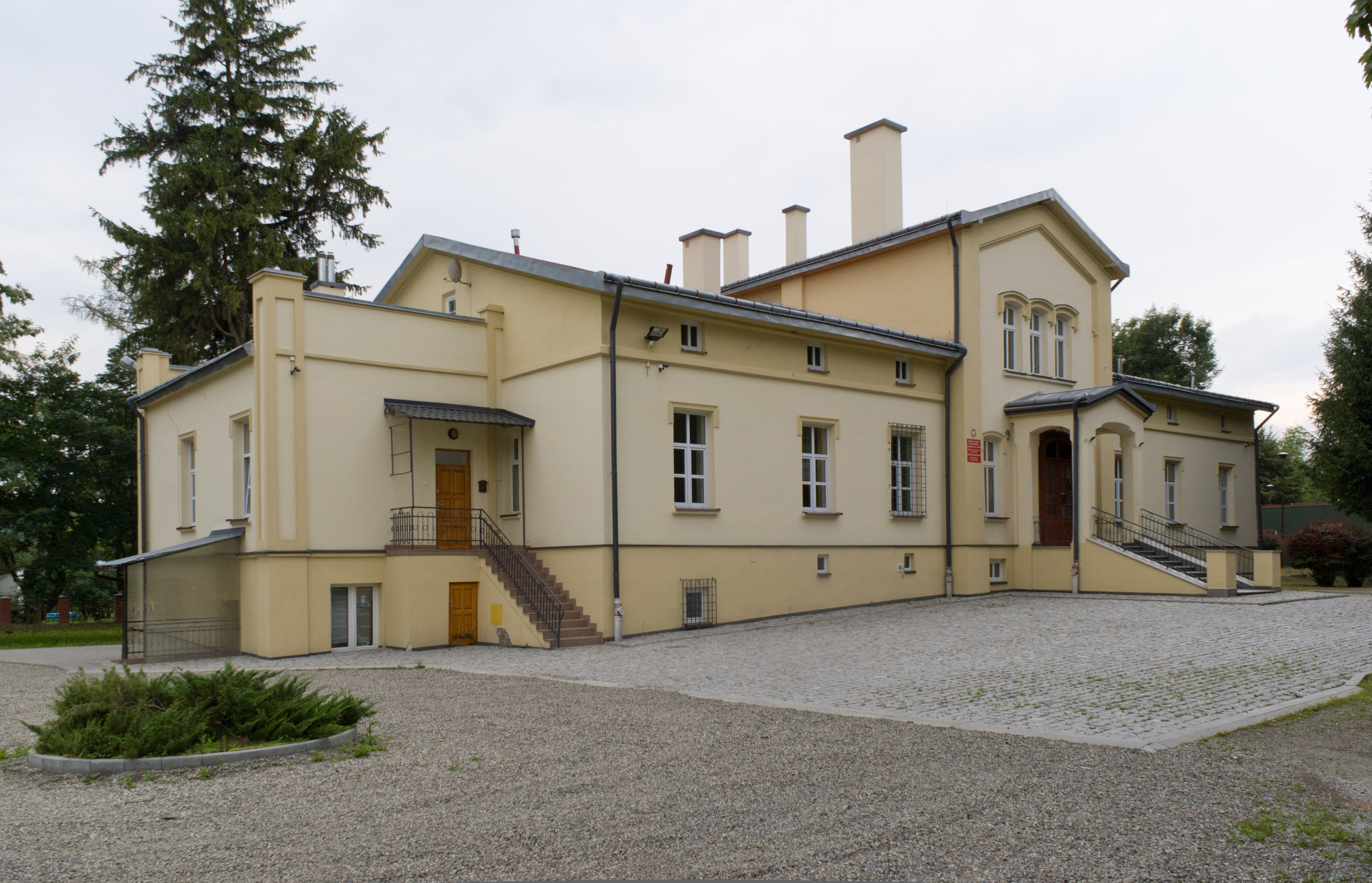
Dawny dwór w Ostrowie, obecnie Zespół Szkół

Wieś położona jest nad rzeką San. Przez miejscowość wiedzie ścieżka dydaktyczno-przyrodnicza "Szlakiem Świeżawskich". Znajduje się tu zabytkowy dworek, otoczony niewielkim parkiem ze stawami, który należał do rodziny Świeżawskich. Obecnie mieści się w nim siedziba szkoły podstawowej i gimnazjum. W południowej części parku na miejscu, w którym do 1979 roku stał drewniany kościół pw. św. Marii Magdaleny, wybudowano nowy murowany kościół pod tym samym wezwaniem. Został poświęcony 22 lipca 1981 r. W narożu ogrodzenia kościelnego znajduje się zabytkowa kapliczka z XVII w. w formie obelisku, na której szczycie znajduje się krzyż ze "znakiem tatarskim", składającym się z pięcioramiennej gwiazdy ujętej od dołu półksiężycem.
W Ostrowie znajduje się VII fort twierdzy Przemyśl, Ochotnicza Straż Pożarna i Zakład Uzdatniania Wody PWiK w Przemyślu. Na terenie Ostrowa występuje wiele gatunków roślin i zwierząt, m.in.: kokorycz pusta, miodunka ćma, dzwonek pokrzywolistny, przylaszczka pospolita, strumieniówka, bóbr europejski, trzmielojad, rybitwa białoskrzydła, myszołów, pustułka, orlik krzykliwy.

## Komunikacja
Bezpośrednio do wsi dojeżdża autobus MZK linii 12, a pośrednio 1. Przez miejscowość przejeżdżają również autobusy PKS.